# サマーセット郡区 (アイオワ州アデア郡)
サマーセット郡区（英語：Summerset Township）は、アメリカ合衆国アイオワ州アデア郡にある17の郡区の一つである。2000年の国勢調査では人口1026人。

## 地理
サマーセット郡区の面積は92.7平方キロメートル（35.81平方マイル）で、Fontanelleを擁する。アメリカ地質調査所によると、この郡区には墓地が1つある（Fontanelle）。